# دوو تیکو
دوو تیکو یک خودروی شهری است که توسط دوو از سال ۱۹۹۱ تا ۲۰۰۱ تولید می‌شد.

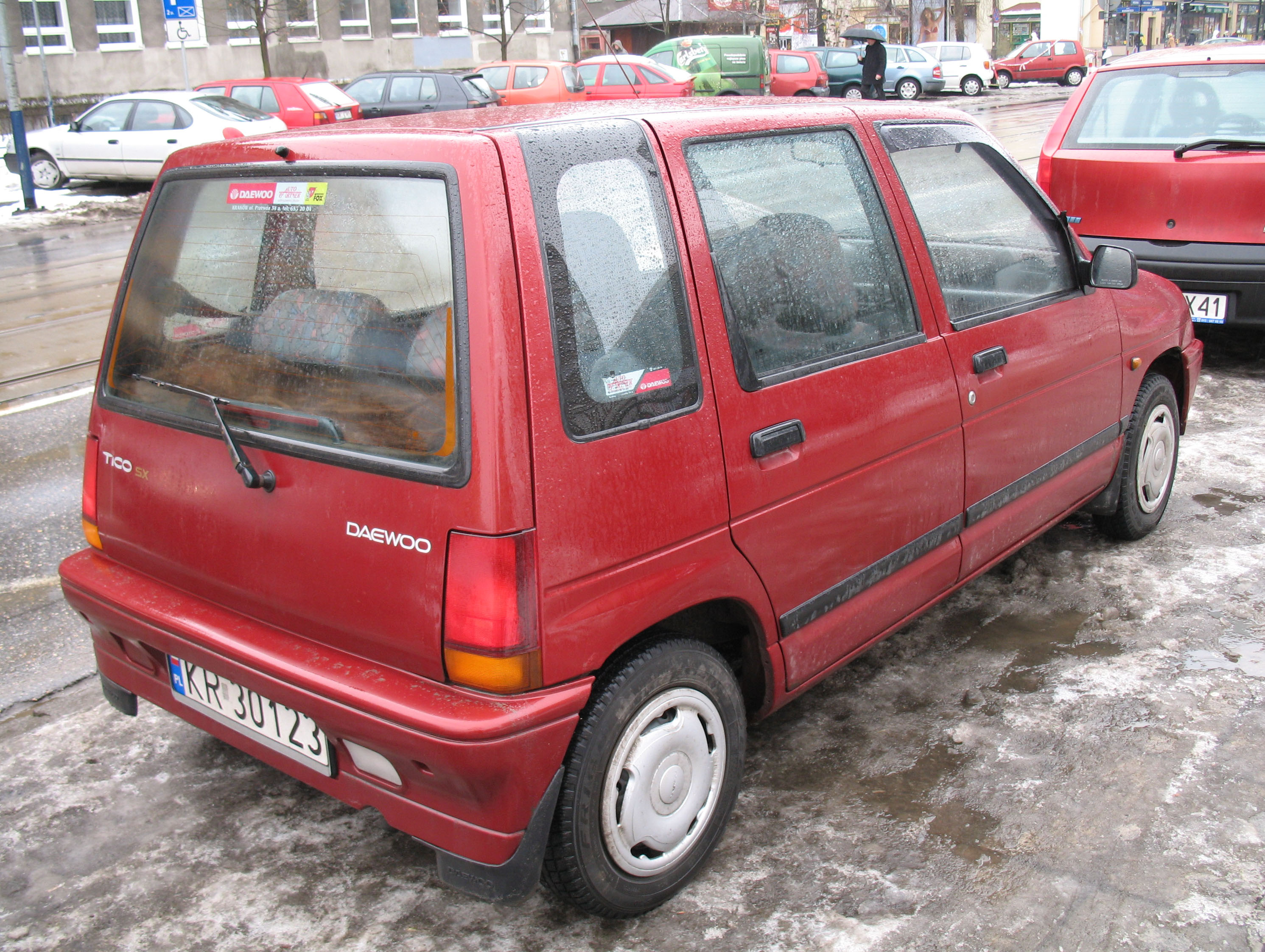
دوو تیکو اس‌ایکس (لهستان)

## بررسی اجمالی
دوو تیکو هرگز در هیچ‌یک از بازارها فروخته نشد، اما جانشین آن، ماتیز، در سال ۱۹۹۸ عرضه شد و در فروش موفق بود.
در سال ۱۹۹۸، تیکو با خودروی جدیدی به نام دوو ماتیز جایگزین شد. تیکو تا سال ۲۰۰۱ در کنار ماتیز فروخته می‌شد.